# A Sign of Affection
A Sign of Affection (ゆびさきと恋々?, Yubisaki to renren) è un manga scritto e disegnato da Sū Morishita. Viene serializzato dal 24 luglio 2019 sulla rivista Dessert edita da Kōdansha. Al 13 febbraio 2025 sono stati pubblicati 12 volumi tankōbon. Un adattamento anime animato da Ajia-do Animation Works è stato trasmesso in Giappone dal 6 gennaio al 23 marzo 2024.

## Trama
Yuki è una studentessa universitaria sorda dalla nascita che nonostante indossi un apparecchio acustico non riesce comunque a captare i suoni. Nonostante ciò riesce a vivere appieno la sua vita universitaria, che ha deciso di seguire dopo essere rimasta affascinata da un mondo tanto vasto e dai suoi coetanei che cercano di godersi al meglio la loro gioventù. Non ha problemi a socializzare con il prossimo e segue le lezioni come gli altri studenti grazie all'aiuto della sua migliore amica Rin. Un giorno, mentre sta viaggiando in treno, incontra per caso Itsuomi, un ragazzo alto, di bell'aspetto, spigliato e con una grande passione per le lingue che si interessa a lei per saperne di più sulla lingua dei segni. Yuki riesce a chiedere al ragazzo il suo numero di telefono e da quel momento iniziano a conoscersi meglio, e da quel momento Yuki inizia a scoprire il vasto mondo intorno a lei, dove ci sono molte cose da scoprire e imparare; lo stesso vale per Itsuomi, che poco a poco si ritrova sempre più attratto da lei.

## Media

### Manga

#### Produzione
In un'intervista svolta da Kodansha USA, il duo di autori Sū Morishita ha dichiarato di aver deciso di utilizzare la lingua dei segni come tema principale della serie poiché erano entrambi interessati a tale tema. Tuttavia, poiché nessuno dei due aveva molte conoscenze al riguardo, hanno svolto delle ricerche in merito, leggendo dei libri sull'argomento, parlandone con insegnanti e chiedendo la supervisione di qualcuno su come veniva utilizzato.
Per quanto concerne i disegni hanno deciso di utilizzare i pennarelli marroni multistrato della Copic per i contorni e l'inchiostro colorato Dr. Ph. Martin per la colorazione in quanto credevano che conferivano ai disegni uno stile "morbido e delicato".

#### Pubblicazione
La serie, scritta dal duo di autori Sū Morishita, viene serializzata dal 24 luglio 2019 sulla rivista Dessert edita da Kōdansha. Il 24 giugno 2021 è stato annunciato che il manga sarebbe andato in pausa in quanto la scrittrice e storyboarder ha dato alla luce un bambino. La serie è tornato alla sua serializzazione regolare nel novembre 2021. I capitoli vengono raccolti in volumi tankōbon dal 13 dicembre 2019; al 13 febbraio 2025 il numero totale ammonta a 12.
In Italia la serie è stata annunciata durante il Lucca Comics & Games 2021 da Star Comics che ha iniziato a pubblicarla nella collana Amici dal 25 maggio 2022. La traduzione dei testi è curata da Alice Settembrini, mentre il lettering è realizzato da Andrea Piras.
| 1  | 13 dicembre 2019 | ISBN 978-4-06-518062-4                                                      | 25 maggio 2022    | ISBN 978-88-226-3254-8 (ed. regolare) ISBN 978-88-226-3262-3 (ed. limitata) |
| 1  | Capitoli - Sign.1. Il mondo di Yuki (雪の世界?, Yuki no sekai) - Sign.2. Verso l'amore (恋々へ?, Renren e) - Sign.3. Invisibile (みえない?, Mienai) - Sign.4. Di più (もっと?, Motto) |                                                                             |                   |                                                                             |
| 2  | 13 maggio 2020 | ISBN 978-4-06-519501-7                                                      | 20 luglio 2022    | ISBN 978-88-226-3339-2                                                      |
| 2  | Capitoli - Sign.5. Someone is thinking of someone (Someone is thinking of someone?) - Sign.6. Voce e lunghezza d'onda (声と波長?, Koe to hachō) - Sign.7. Cose che vorrei mostrarti e come vorrei che mi guardassi (見せたいとみてほしい?, Misetai to mite hoshī) - Sign.8. Risposta (こたえ?, Kotae) |                                                                             |                   |                                                                             |
| 3  | 13 ottobre 2020 | ISBN 978-4-06-520971-4                                                      | 21 settembre 2022 | ISBN 978-88-226-3460-3                                                      |
| 3  | Capitoli - Sign.9. Vorrei guardarla tutto il tempo (ずっと見ていたいって思ってた?, Zutto mi teita itte omotteta) - Sign.10. 21 febbraio (2月21日?, 2-gatsu 21-nichi) - Sign.11. Lontano e vicino (遠くと近く?, Tōku to chikaku) - Sign.12. Ritorno a casa (帰国?, Kikoku) |                                                                             |                   |                                                                             |
| 4  | 12 marzo 2021 | ISBN 978-4-06-522634-6                                                      | 21 dicembre 2022  | ISBN 978-88-226-3659-1                                                      |
| 4  | Capitoli - Sign.13. Let me introduce you to my girlfriend (Let me introduce you to my girlfriend?) - Sign.14. Gita-studio della lingua dei segni (手話合宿?, Shuwa gasshuku) - Sign.15. Non voglio tornare a casa (帰りたくない?, Kaeritakunai) - Sign.16. Importante (大事?, Daiji) |                                                                             |                   |                                                                             |
| 5  | 13 settembre 2021 | ISBN 978-4-06-524820-1                                                      | 22 marzo 2023     | ISBN 978-88-226-3917-2                                                      |
| 5  | Capitoli - Sign.17. Il mondo di Oshi (桜志の世界?, Ōshi no sekai) - Sign.18. Cambiamento (移ろい?, Utsuroi) - Sign.19. Una notte in cui ho voglia di vederti (会いたい夜?, Aitai yoru) - Sign.20. Insieme, verso la stessa destinazione (ふたりのゆく先?, Futari no yuku saki) |                                                                             |                   |                                                                             |
| 6  | 11 marzo 2022 | ISBN 978-4-06-527138-4                                                      | 24 maggio 2023    | ISBN 978-88-226-4045-1                                                      |
| 6  | Capitoli - Sign.21. Aspirazione (志?, Shi) - Sign.22. Dopo le nubi... (曇り、のちに?, Kumori, nochi ni) - Sign.23. Amici d'infanzia e compagni (幼なじみと友達?, Osananajimi to tomodachi) - Sign.24. Sweet night (sweet night?) - Speciale bonus. Routine del rientro in patria (特別番外編 帰国ルーティン?, Tokubetsu bangai-hen kikoku Rūtin)                                                                                          |                                                                             |                   |                                                                             |
| 7  | 13 settembre 2022 | ISBN 978-4-06-529176-4 (ed. regolare) ISBN 978-4-06-529026-2 (ed. limitata) | 23 agosto 2023    | ISBN 978-88-226-4154-0 (ed. regolare) ISBN 978-88-226-4204-2 (ed. limitata) |
| 7  | Capitoli - Sign.25. Proposta (提案?, Teian) - Sign.26. Sbadigli e sospiri (あくびとため息?, Akubi to tameiki) - Sign.27. Inizia lo spettacolo teatrale di Mitoki (深時劇場開幕?, Fukaji gekijō kaimaku) - Sign.28. Posso dirti ciò che provo? (私の気持ちを伝えてもいいですか??, Watashi no kimochi o tsutaete mo īdesu ka?) |                                                                             |                   |                                                                             |
| 8  | 13 febbraio 2023 | ISBN 978-4-06-530723-6                                                      | 22 novembre 2023  | ISBN 978-88-226-4377-3                                                      |
| 8  | Capitoli - Sign.29. Lacrime intime (近しい涙?, Chikashī namida) - Sign.30. Lei che suona energeticamente il campanello (勢いよくチャイムを鳴らす彼?, Ikioi yoku Chaimu o narasu kare) - Sign.31. Bagno pubblico e terme (銭湯と温泉?, Sentō to onsen) - Sign.32. Vorrei che stessimo insieme (一緒にいたい?, Issho ni itai) |                                                                             |                   |                                                                             |
| 9  | 13 luglio 2023 | ISBN 978-4-06-531847-8                                                      | 26 marzo 2024     | ISBN 978-88-226-4555-5                                                      |
| 9  | Capitoli - Sign.33. Hand sign (hand sign?) - sign.34. Contratti e giuramenti (契約と誓約?, Keiyaku to seiyaku) - sign.35. Segnali luminosi (光の道標?, Hikari no michishirube) - sign.36. Parole segrete (ひみつの言葉?, Himitsu no kotoba) |                                                                             |                   |                                                                             |
| 10 | 13 dicembre 2023 | ISBN 978-4-06-534044-8                                                      | 26 novembre 2024  | ISBN 978-88-226-5208-9                                                      |
| 10 | Capitoli - Sign.37. Una convivenza felice (幸せな同棲?, Shiawasena dōsei) - Sign.38. Punte di manzo con noodles freddi, Oshi e Shin (カルビ冷麺、桜志と心?, Karubi reimen, Ōshi kokoro) - Sign.39. Il ritorno a casa del mio ragazzo (彼氏の帰宅?, Kareshi no kitaku) - Sign.40. Spargimento di sangue e passato (流血と過去?, Ryūketsu to kako)                                                                                          |                                                                             |                   |                                                                             |
| 11 | 11 luglio 2024 | ISBN 978-4-06-536193-1                                                      | 3 giugno 2025     | ISBN 978-88-226-5675-9                                                      |
| 11 | Capitoli - Sign.41. Il contrario dell'odio (嫌いの反対の話?, Kirai no hantai no hanashi) - Sign.42. Il mondo di Itsuomi (Prima parte) (逸臣の世界：前編?, Itsuomi no sekai: Zenpen) - Sign.43. Il mondo di Itsuomi (Seconda parte) (逸臣の世界：後編?, Itsuomi no sekai: Kōhen) - Sign.44. I due che sono riusciti a incontrarsi (出会えたふたり?, Deaeta futari) - Special bonus. L'anime di A Sign of Affection - Report del doppiaggio |                                                                             |                   |                                                                             |
| 12 | 13 febbraio 2025 | ISBN 978-4-06-538493-0                                                      | 25 novembre 2025  | ISBN 978-88-226-6299-6                                                      |
| 12 | Capitoli - Sign.45. (知りたい遊園地?, Shiritai yuenchi) - Sign.46. (雪と花火の観覧車?, Yuki to hanabi no kanran-sha) - Sign.47. (桜志と「逸臣」?, Sakura-shi to "itsushin") - Sign.48. (愛のまなざし?, Ai no manazashi) |                                                                             |                   |                                                                             |

##### Capitoli non ancora in formatotankōbon
Questa lista è suscettibile di variazioni e potrebbe essere incompleta o non aggiornata.

- Sign.49.  (♡と☆?, ♡ to ☆)
- Sign.50.  (So far, so good.?)
- Sign.51.  (9月1日?, Kugatsu tsuitachi)
- Sign.52.  (やきもち×やきもち?, Yaki mochi × yaki mochi)

### Musical
Un adattamento musical è andato in scena all'Honda Theater di Tokyo dal 4 al 13 giugno 2021. È stato diretto da Maiko Tanaka, sceneggiato da Sanae Iijima, la colonna sonora è stata composta Kiyoko Ogino mentre la coreografia è stata curata da Kiyomi Maeda. I membri del cast sono rispettivamente Erika Toyohara nei panni di Yuki, Takahisa Maeyama è Itsuomi, Manatsu Hayashi è Rin, Saho Aono è Ema, Ikeoka Ryōsuke è Ōshi, Kodai Miyagi è Shin ed infine Ryuji Kamiyama interpreta Kyōya.

### Anime
Un adattamento anime è stato annunciato il 5 luglio 2023. La serie è prodotta da Ajia-do Animation Works e diretta da Yūta Murano, con Yōko Yonaiyama che cura la sceneggiatura, Kasumi Sakai il character design e Yukari Hashimoto la colonna sonora. L'anime è stato trasmesso dal 6 gennaio al 23 marzo 2024 su Tokyo MX e altre reti. La sigla d'apertura è Yuki no ne (雪の音? lett. "Il suono della neve") dei Novelbright mentre quella di chiusura è Snowspring lett. "Primavera di neve" dei ChoQMay.  I diritti per la distribuzione al di fuori dell'Asia sono stati acquistati da Crunchyroll che l'ha trasmessa in simulcast in versione sottotitolata in vari Paesi del mondo, tra cui l'Italia.

#### Episodi
| Nº | Titolo italiano Giapponese 「Kanji」 - Rōmaji                                                       | In onda          | In onda |
| Nº | Titolo italiano Giapponese 「Kanji」 - Rōmaji                                                       | Giapponese       |         |
| 1  | Il mondo di Yuki 「雪の世界」 - Yuki no sekai                                                       | 6 gennaio 2024   |         |
| 2  | Affetto 「恋々へ」 - Renren e                                                                       | 13 gennaio 2024  |         |
| 3  | Someone is thinking of someone 「Someone is thinking of someone」                                   | 20 gennaio 2024  |         |
| 4  | Con quale voce 「どんな声で」 - Don'na koe de                                                       | 27 gennaio 2024  |         |
| 5  | Risposta 「こたえ」 - Kotae                                                                         | 3 febbraio 2024  |         |
| 6  | Vorrei guardarla per tutto il tempo 「ずっと見ていたいって思ってた」 - Zutto mi teita itte omotteta | 10 febbraio 2024 |         |
| 7  | Let me introduce you to my girlfriend 「Let me introduce you to my girlfriend」                     | 17 febbraio 2024 |         |
| 8  | Un passo 「一歩を」 - Ippo o                                                                        | 24 febbraio 2024 |         |
| 9  | Non voglio tornare a casa 「帰りたくない」 - Kaeritakunai                                           | 2 marzo 2024     |         |
| 10 | Il mondo di Oshi 「桜志の世界」 - Ōshi no sekai                                                     | 9 marzo 2024     |         |
| 11 | Promessa 「約束」 - Yakusoku                                                                        | 16 marzo 2024    |         |
| 12 | Il nostro mondo 「私たちの世界」 - Watashitachi no sekai                                            | 23 marzo 2024    |         |

## Accoglienza
La serie si è classificata al 17° al Next Manga Award 2020. Il manga si è poi piazzato al nono posto nell'edizione 2021 della guida Kono manga ga sugoi! per i 20 migliori manga per lettrici di sesso femminile. Nello stesso anno è stato candidato per il Kodansha Manga Award nella categoria shōjo. È stato anche candidato per lo stesso premio nel 2022. Ha anche avuto una nomination per il primo premio manga Ebook Japan e ha vinto il primo premio all'undicesimo premio An An per i manga.
Sean Gaffney di Manga Bookshelf ha elogiato il primo volume della serie, definendolo un "eccellente debutto" e ha affermato di voler andar avanti con la lettura. Anche Koiwai di Manga News lo ha elogiato in maniera simile. In maniera analoga a Gaffney e Koiwai, Darkstorm di Anime UK News ha apprezzato il primo volume, paragonandolo a A Silent Voice, e affermando che era "ben disegnato e scritto". Beatrice Villa di Tom's Hardware Italia lo paragonò a Ali di farfalla e affermò che attraverso una narrazione dolce e delicata, il duo di autori offriva un quadro di cosa significa nascere sordi, ritraendo ciò non come una mancanza ma come un dono che mostrava un altro modo in cui è possibile interpretare il mondo, dandogli nuovi significati.